# Lee Tamahori
Warren Lee Tamahori nascut el 17 de juny de 1950) és un director de cinema neozelandès. El seu debut com a director, Once Were Warriors (1994), va ser un èxit de crítica i comercial generalitzat, i es considera una de les millors pel·lícules neozelandeses mai fetes. Posteriorment, ha dirigit diverses obres tant al seu país natal com a Hollywood, inclòs el drama de supervivència The Edge (1997), el thriller d'Alex Cross Along Came a Spider (2001), la pel·lícula de James Bond Mor un altre dia (2002), el biopic polític El doble del diable (2011) i el drama d'època Mahana (2016).
Tamahori va guanyar els Premi de cinema de Nova Zelanda al millor director per Once Were Warriors, amb una segona nominació per Mahana.

## Primers de la vida
Tamahori va néixer a Wellington, Nova Zelanda. És d'ascendència maorí per part del seu pare i britànica per part de la seva mare. Va créixer a Tawa, un suburbi del nord de Wellington. Educat a Tawa School i Tawa College,va començar la seva carrera com a artista comercial i fotògraf.

## Carrera

### Treball inicial
Tamahori es va traslladar a la indústria cinematogràfica a finals de la dècada de 1970, inicialment entrant a la porta sense treballar per res, després treballant com a operador de boom per a Television New Zealand, i als llargmetratges Skin Deep, Goodbye Pork Pie, Bad Blood i Race for the Yankee Zephyr.
A principis de la dècada de 1980, el director de Pork Pie Geoff Murphy va promoure Tamahori per convertir-se en assistent de direcció a Utu, i posteriorment va treballar com a primer assistent de direcció a The Silent One, The Quiet Earth de Murphy, Came a Hot Friday i Bon Nadal, Mr. Lawrence. El 1986 Tamahori va cofundar la productora Flying Fish, especialitzada en la realització d'espots publicitaris. Tamahori es va fer un nom amb una sèrie d'anuncis de televisió d'alt perfil, inclòs un premiat com a "Comercial de la dècada".

### Llargmetratges
Tamahori havia dirigit una sèrie de drames més curts per a televisió abans de debutar al llargmetratge el 1994 amb Once Were Warriors, una representació dura d'una violenta família maorí. La pel·lícula va tenir problemes per trobar finançament, però va batre rècords de taquilla a Nova Zelanda. A l'estranger es va vendre a molts països i va guanyar crítiques entusiastes de la revista Time, Village Voice i The Melbourne Age, amb Time, The Age i  Première nomenant-la com una de les deu millors pel·lícules de l'any.
Tamahori es va traslladar a Hollywood i va dirigir el drama criminal d'època La brigada de Mulholland (1996), tot i que no va tenir una bona acollida crítica o comercial. Va ser seguida per l'exitosa pel·lícula sobre el desert The Edge (1997), protagonitzada per Anthony Hopkins i Alec Baldwin i Mor un altre dia (2002), la vintena i més reeixida pel·lícula de James Bond feta fins a aquest moment. També va dirigir un episodi de The Sopranos i el thriller Along Came a Spider (2001).
La següent pel·lícula de Tamahori va ser la seqüela de XXX (2002), titulada XXX: Estat d'emergència (2005), protagonitzada per Ice Cube i Willem Dafoe; va substituir el director de la pel·lícula original, Rob Cohen. El 2007 va dirigir Next, una pel·lícula d'acció de ciència-ficció basada en The Golden man, una història curta de Philip K. Dick. La pel·lícula fou protagonitzada Nicolas Cage, Julianne Moore i Jessica Biel. El drama El doble del diable protagonitzada per Dominic Cooper es va estrenar el 2011, una dramatització de les afirmacions de Latif Yahia que es va veure obligat a convertir-se en doble de cos d’Uday Hussein, fill de Saddam.
El 2012, Tamahori es va unir a l'èpica d'acció Emperor, sobre una dona jove que busca venjança per l'execució del seu pare per part del Emperador del Sacre Imperi Romanogermànic Carles V. Adrien Brody es va unir al càsting el 2014 com a Emperador en oposició a Sophie Cookson com al jove dona, també unida el 2014. La pel·lícula està inacabada i la seva estrena ha estat ajornada des del 2020 per impugnacions legals.
El 2015, Tamahori va dirigir Mahana (també conegut com The Patriarch), el seu primer llargmetratge fet a Nova Zelanda des d' Once Were Warriors. El drama d'ambientació rural estava basat en la novel·la Bulibasha de Witi Ihimaera, i era protagonitzada per Temuera Morrison, a qui abans havia dirigit a Once Were Warriors. La pel·lícula es va estrenar a Nova Zelanda el març de 2016, després de debutar al Festival de Cinema de Berlín.
El 2022, Tamahori va dirigir el drama històric The Convert, protagonitzat per Guy Pearce i Tioreore Ngatai-Melbourne.

## Vida personal
Tamahori s'ha casat dues vegades i té dos fills, un de cada matrimoni.

### Problemes legals
El gener de 2006, Tamahori va ser arrestat a Santa Monica Boulevard quan, segons la policia de Los Angeles, va entrar al cotxe d'un policia encobert mentre es va ofierir vestit de dona  a realitzar un acte sexual. a canvi de diners. El febrer de 2006, va declarar Nolo contendere en un tribunal de Los Angeles per un càrrec de transgressió domèstica a canvi que els fiscals abandonessin els càrrecs de prostitució i vagabundeig. Va ser posat en llibertat condicional de 36 mesos i li van ordenar fer 15 dies de servei comunitari.

## Filmograpfia

### Cinema
- Thunderbox (1989, curtmetratge)[15]
- Once Were Warriors (1994)
- La brigada de Mulholland (1996)
- The Edge (1997)
- Along Came a Spider (2001)
- Mor un altre dia (2002)
- XXX: Estat d'emergència (2005)
- Next (2007)
- El doble del diable (2011)
- Mahana (2016)
- Emperor (2017) (no estrenada)
- The Convert (2023)

### Televisió
- The Ray Bradbury Theater (1990-92, 3 episodis)
- Billions (2020, 1 episodi)